# Краљевина Холандија
Краљевина Холандија или Краљевина Низоземска (хол. Koninkrijk der Nederlanden), суверена је држава и уставна монархија са територијама у западној Европи и Карибима. 
Четири дела Краљевине — Аруба, Курасао, Свети Мартин и Холандија — су конститутивне земље (хол. landen) и учествују као равноправни партнери у Краљевини. У пракси, већином послова Краљевине управља Холандија — која чини отприлике 98% површине и становништва државе — у име целе државе. Према томе, Аруба, Курасао и Свети Мартин се налазе у зависном положају по питањима као што су спољна политика и одбрана, иако су аутономне у извесној мери и имају своје скупштине.
Острва у Карибима, осим Арубе, су некада била једна целина - Холандски Антили. Референдумом из 2005, одлучено је да се расформирају до чега је и дошло 10. октобра 2010. Острва Курасао и Свети Мартин су добила аутономан статус попут Арубе и Холандије, као што га сада има Аруба, док су Бонер, Саба и Свети Еустахије (БЕС острва или Карипска Холандија) постали специјалне општине Холандије.
У европском делу краљевине званична валута је евро, на Аруби то је арупски флорин, док је у карипском делу тренутно званична валута антилски гулден. Од 2011. на БЕС острвима званична валута ће бити амерички долар а у аутономним деловима краљевине, карипским острвима - Свети Мартин и Курасао, карипски гулден.
На челу краљевине тренутно се налази краљ Вилем-Александер.

## Некадашња држава из 19. века
Краљевину Холандију (1806—1810) (хол. Koninkrijk Holland, фр. Royaume de Hollande) је створио Наполеон Бонапарта као вазално краљевство за свог трећег брата, Луја Бонапарту, како би боље контролисао цело Низоземље. Име Холандија, које је припадало само једној низоземској провинцији, узето је за име целе државе. Луј није испунио Наполеонова очекивања — покушао је да опслужује низоземске интересе, уместо интереса свог брата, па је краљевина укинута 1810, када је Француска анектирала Низоземску све до 1813. године. Краљевина Холандија је покривала површину садашње Низоземске, изузев Лимбурга и делова Зеланда, које су биле француске територије. Источна Фризија (која се сада налази у Немачкој) је такође била део краљевства.

## Састав Краљевине Холандије данас
| Држава                                 | Становништво (1. јануар 2010) | Проценат становништва краљевине | Површина (км²) | Проценат територије краљевине | Густина (по км²) |
| -------------------------------------- | ----------------------------- | ------------------------------- | -------------- | ----------------------------- | ---------------- |
| Аруба                                  | 107.138                       | 0,63%                           | 193            | 0,45%                         | 555              |
| Курасао                                | 142.180                       | 0,84%                           | 444            | 1,04%                         | 320              |
| Свети Мартин                           | 37.429                        | 0,22%                           | 34             | 0,08%                         | 1.101            |
| Холандија                              | 16.593.001                    | 98,30%                          | 41.854         | 98,42%                        | 396              |
| — Холандија (Европска територија)      | 16.574.989                    | 98,19%                          | 41.526         | 97,65%                        | 399              |
| — Бонер (Карипска Холандија)           | 13.389                        | 0,08%                           | 294            | 0,69%                         | 46               |
| — Саба (Карипска Холандија)            | 1.737                         | 0,01%                           | 13             | 0,03%                         | 134              |
| — Свети Еустахије (Карипска Холандија) | 2.886                         | 0,02%                           | 21             | 0,05%                         | 137              |
| Краљевина Холандија                    | 16.879.748                    | 100,00%                         | 42.525         | 100,00%                       | 397              |